# Koșmak, Korsun-Șevcenkivskîi
Koșmak (în ucraineană Кошмак) este localitatea de reședință a comunei Koșmak din raionul Korsun-Șevcenkivskîi, regiunea Cerkasî, Ucraina.

## Demografie
Componența lingvistică a localității Koșmak
     Ucraineană (97,45%)
     Rusă (1,82%)
Conform recensământului din 2001, majoritatea populației localității Koșmak era vorbitoare de ucraineană (97,45%), existând în minoritate și vorbitori de rusă (1,82%).